# Elena Medel
Elena Medel Navarro (Córdoba, 29 de abril de 1985) es una poeta, novelista, crítica literaria y editora española. Dirige la editorial de poesía La Bella Varsovia que fundó en 2004 junto a la artista Alejandra Vanessa.  En 2020, publicó su primera novela Las Maravillas.

## Biografía
Nació en Córdoba y estudió Filología Hispánica en la Universidad de Córdoba. 
Empezó a cultivar desde pequeña la narrativa y conocer la obra de Federico García Lorca la inspiró a los 11 años a empezar a escribir poesía, explica en sus entrevistas.
Logró el premio Andalucía Joven concedido por el Instituto Andaluz de la Juventud y en 2006 disfrutó de una beca  del Ayuntamiento de Madrid en la Residencia de Estudiantes.
Ha publicado diversos poemarios entre ellos Mi primer bikini (DVD, 2002), con el que obtuvo el premio Andalucía Joven, Tara (2006) y Chatterton (Visor, 2014), que ganó el premio Loewe en su categoría Creación Joven en 2013.Es autora de los cuadernos Vacaciones (2004) y Un soplo en el corazón (2007). 
También dirige la editorial de poesía La Bella Varsoviaque fundó en 2004 junto a la artista, escritora y poeta Alejandra Vanessa.
Sus poemas han sido traducidos al alemán, árabe, armenio, esloveno, euskera, francés, inglés, italiano, polaco, portugués, rumano, sueco y suajili.
Su obra aparece en numerosos recuentos de la poesía reciente. También narradora, sus cuentos aparecen en diversas antologías.
En 2018 publicó Todo lo que hay que saber sobre poesía, un libro en el que nos acerca de forma entretenida y didáctica a la poesía, incluida su historia.
Dos años después, en 2020 publica Las maravillas, su primera novela, en la que plantea el peso del dinero en la vida de las personas, la precariedad y a pesar de ello la esperanza.

## Obras

### Poesía
- Mi primer bikini (Premio Andalucía Joven 2001; Barcelona, DVD, 2002). 64 páginas, ISBN 84-95007-65-7
- Vacaciones (Almería, El Gaviero Ediciones, 2004). 32 páginas, ISBN 84-933751-1-X.
- Tara (Barcelona, DVD, 2006). 80 páginas, ISBN 84-96328-50-4.
- Un soplo en el corazón (Logroño-La Rioja, Ediciones del 4 de agosto - Colección Planeta Clandestino # 47, 2007). 24 páginas. Viñeta de Odón Serón. ISBN 84-96686-36-6. Cuaderno inspirado en el álbum Un Soplo En El Corazón (1993) del grupo donostiarra Family.
- Chatterton (XXVI Premio Loewe a la Creación Joven; Madrid, Visor, 2014). 52 páginas, ISBN 978-84-9895-864-5
- Un día negro en una casa de mentira (1998-2014) (Madrid, Visor, 2015). 230 páginas, ISBN 978-84-9895-899-7

### Novela
- Las maravillas. (Anagrama, 2020).[12][13]

### Ensayo
- El mundo mago. Cómo vivir con Antonio Machado (Barcelona, Ariel, 2015). 248 páginas, ISBN 978-84-344-2235-3
- Todo lo que hay que saber sobre poesía (Barcelona, Ariel, 2018)

### Inclusiones en antologías de poesía
- Inéditos: once poetas (ed. Ignacio Elguero; Madrid, Huerga y Fierro, 2002). 192 páginas, ISBN 84-8374-305-1.
- Veinticinco poetas españoles jóvenes (ed. Ariadna G. García, Guillermo López Gallego y Álvaro Tato; Madrid, Hiperión, 2003). 480 páginas, ISBN 84-7517-778-6.
- La lógica de Orfeo (ed. Luis Antonio de Villena; Madrid, Visor, 2003). 339 páginas, ISBN 84-7522-926-3.
- Edad presente: poesía cordobesa para el siglo XXI (ed. Javier Lostalé; Sevilla, Fundación José Manuel Lara, 2003). 272 páginas, ISBN 84-96152-09-X.
- Poetisas españolas (ed. Luzmaría Jiménez Faro; Madrid, Torremozas, 2003). ISBN 84-7839-287-4.
- Ilimitada voz: antología de poetas 1940-2002 (ed. José María Balcells; Cádiz, Universidad, 2003). 456 páginas, ISBN 84-7786-800-X.
- Andalucía poesía joven (ed. Guillermo Ruiz Villagordo; Córdoba, Plurabelle, 2004). 256 páginas, ISBN 84-933871-0-X.
- Radio Varsovia. Muestra de poesía joven cordobesa (Córdoba, La Bella Varsovia, 2004). 132 páginas, ISBN 84-609-2361-4.
- Que la fuerza te acompañe (Almería, El Gaviero, 2005). 102 páginas, ISBN 84-934411-0-4.
- Tres tiempos, seis voces (Madrid, Torremozas, 2006). 88 páginas, ISBN 84-7839-360-9.
- Hilanderas (Madrid, Amargord, 2006). 358 páginas, ISBN 84-87302-24-6.
- Aquí y ahora (ed. Lara Moreno, Sevilla, Igriega Movimiento Cultural, 2008). 196 páginas, ISBN 978-84-612-2486-9.
- Antología del beso, poesía última española, de Julio César Jiménez (Mitad doble ediciones, 2009). 133 páginas, ISBN 978-84-613-0665-7.
- y para qué + POETAS. Herederos y precursores. Poesía andaluza≤ n. 1970, de Raúl Díaz Rosales y Julio César Jiménez, (Eppur ediciones, Málaga 2010). ISBN 978-84-937100-5-7.
- El canon abierto. Última poesía en español (1970-1985), de Remedios Sánchez García y Anthony L. Geits, (Madrid, Visor, 2015). 498 páginas, ISBN	978-84-9895-908-6.

### Relato
- VV.AA., Matar en Barcelona (antología de relatos), Alpha Decay, Barcelona, 2009.
- Bleak House Inn. Diez huéspedes en casa de Dickens. Cuentos de Pilar Adón, Elia Barceló, Oscar Esquivias, Marc Gual, César Mallorquí, Ismael Martínez Biurrun, Elena Medel, Francesc Miralles, Daniel Sánchez Pardos y Marian Womack. Edición y epílogo de Care Santos. Madrid: Fábulas de Albión, 2012.

### Cuento
- La pequeña princesa, Montena, 2019, ISBN 978-84-17460-57-0.

## Crítica
- Todo un placer: antología de relatos eróticos femeninos (Córdoba, Berenice, 2005). 187 páginas, ISBN 84-934466-1-0.
- Epílogo de Blues Castellano, de Antonio Gamoneda (Madrid, Bartleby, 2007). 81 páginas, ISBN 84-95408-64-3.
- Inclusión en el cuaderno Por dónde camina la poesía española. Revista Letra internacional 98. Número 98. Primavera de 2008. Fundación Pablo Iglesias, ISSN 0213-4721
- «Sueños, fantasía, memoria» artículo sobre la película My dad is 100 Years Old de Guy Maddin en Elegías íntimas. Instantáneas de cineastas. Hilario J. Rodríguez (editor). Madrid: Documenta Madrid, Festival Internacional de documentales de Madrid- Ocho y Medio, 2008.

## Premios y reconocimientos
- 2020: Premio Francisco Umbral al Libro del Año 2020 por la novela Las maravillas.[3]